# Irizacija
 Ovo je glavno značenje pojma Irizacija. Za druga značenja pogledajte Irizacija (razdvojba).
Irizacija (prema grč. ἶρıς: duga), u meteorologiji, je pojava duginih boja na oblacima, najčešće na altokumulusima i cirokumulusima. Obično se uočava u dijelu oblaka koji se tek oblikuje jer su tada sve kapljice vode jednaka obujma (volumena) pa se na njima zrake svjetlosti mogu pravilno ogibati (difrakcija). Često su pruge obojene svjetlosti usporedne s rubovima oblaka, a boje se mijenjaju kako se oblak razvija. Pojavljuje se na svim stranama neba, ali najčešće u blizini Sunca zaklonjena oblacima. Može se pojaviti i u magli ili na rosi, ali vrlo rijetko.
Kod tankih oblaka (obično cirusa ili altokumulusa) zapažaju se katkada irizirajući dijelovi sedefastih boja, koji se dosta brzo mijenjaju. I ta je pojava posljedica ogiba svjetlosti, bilo na kapljicama, bilo na kristalićima leda, i na većim udaljenostima od Sunca, odnosno Mjeseca (i do 20°, pa i više).

## Optika atmosfere
Optika atmosfere je grana meteorologije koja proučava pojave nastale lomom svjetlosti, odbijanjem (refleksijom), raspršivanjem i ogibom (difrakcija) svjetlosti u Zemljinoj atmosferi (boja neba, duga, vijenac ili korona oko Sunca i Mjeseca, halo, pasunce ili lažno Sunce, Sunčev stup, irizacija oblaka, glorija, zračno zrcaljenje, fatamorgana, miraž, pojava sumraka, alpskoga žara, treperenja zvijezda, zelenoga bljeska, astronomska i terestrička refrakcija, depresija obzora i dr.). Optika atmosfere proučava i pojave koje su posljedica perspektive: prividni oblik nebeskoga svoda, površine diska Sunca i Mjeseca pri njihovu izlaženju i zalaženju i dr.

## Slike
- Irizacija oblaka.
- Irizacija oblaka.
- Irizacija oblaka.
- Irizacija oblaka.
- Irizacija oblaka.
- Irizacija oblaka iznad Finske.

## Vanjske poveznice
|  | Zajednički poslužitelj ima još gradiva o temi Irizacija |